# Itu Aba
Itu Aba (čínsky: 太平島) je ostrov v Jihočínském moři, rozlohou největší ze souostroví Spratlyho ostrovy. Je to jeden z ostrovů atolu Tizard (čínsky: 郑和群礁). Ostrov je nárokován Čínskou republikou (Tchaj-wan), Čínskou lidovou republikou (pevninská Čína), Filipínami a Vietnamem, ale ovládá ho Tchaj-wan.
Na ostrově se nachází letiště, jehož ranvej vede po celé délce ostrova.

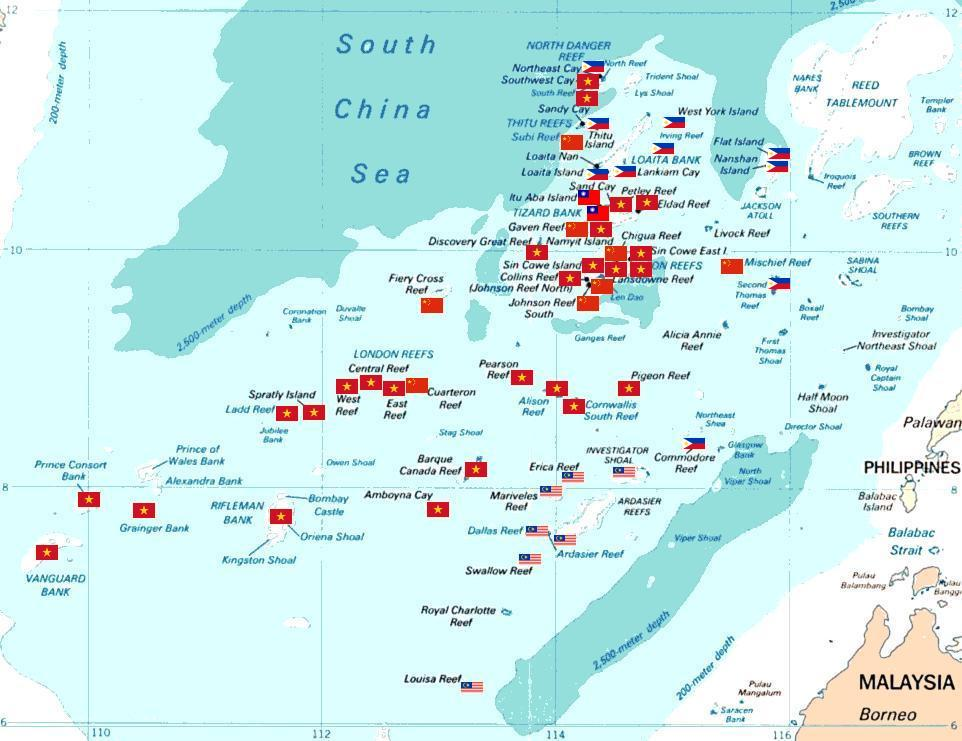
Mapa Spratlyho ostrovů ukazující jaký stát okupuje který ostrov

## Názvy
Ostrov má mnoho různých názvů:
- Po světě se běžně užívá Itu Aba jako jméno tohoto ostrova. Původ tohoto pojmenování je neznámý, nejspíše pochází malajštiny nebo chajnanštiny.
- V čínštině je ostrov nazýván 太平島 (přepis do češtiny Tchaj-pching Tao, pchin-jinem Tàipíng Dǎo), což v překladu znamená klidný ostrov, na počest lodě Námořnictva Čínské republiky, která sem připlula poté co se Japonsko vzdalo v Druhé světové válce. Tento název používá jak Tchaj-wan tak i Čínská lidová republika.[1]
- Čínští rybáři dříve nazývali ostrov 黃山馬礁 (Chuang-šan-ma Ťiao, pchin-jinem Huángshānmǎ Jiāo) nebo 黃山馬峙 (Chuang-šan-ma Č', pchin-jinem Huángshānmǎ Zhì).
- Vietnamský název ostrov je Đảo Ba Bình, což v překladu znamená ostrov klidných vln.[2]
- Filipínský název ostrova je Ligao (též Ligaw), což znamená buď divoký ostrov nebo ztracený ostrov.
- Japonci používali během okupace tohoto ostrova název 長島 (přepis do češtiny Nagašima), což v překladu znamená dlouhý ostrov.

## Územní nároky
Jak již bylo zmíněno, ostrov Itu Aba si nárokují čtyři státy - ČLR, Čínská republika, Filipíny a Vietnam (ČLR ani Čínskou republika neuznává jako stát), ostrov je ale ovládán Čínskou republikou. Itu Aba totiž patří mezi Spratlyho ostrovy, které jsou dlouhodobě předmětem sporů (některé části Spratlyho ostrovů si kromě již čtyřech zmíněných států nárokuje také Malajsie a Brunej). Všechny z těchto států kromě Bruneje okupuje část Spratlyho ostrovů, Čínská republika kromě ostrova Itu Aba okupuje také korálový útes Čung-čou ťiao. Důvodů sporů o Spratlyho ostrovy je několik: kontrola oblasti kudy prochází velmi významná lodní trasa, předpokládaná naleziště ropy a zemního plynu, rybolov ale i historické důvody.

### Administrativní zařazení
Každý stát, který si ostrov nárokuje ho řadí pod některou svou administrativní jednotku:
- Čínská republika ostrov řadí pod město Kao-siung (distrikt Cch'-ťin)
- Čínská lidová republika řadí ostrov pod provincii Chaj-nan
- Filipíny ostrov řadí pod provincii Palawan
- Vietnam ostrov řadí pod provincii Khanh Hoa

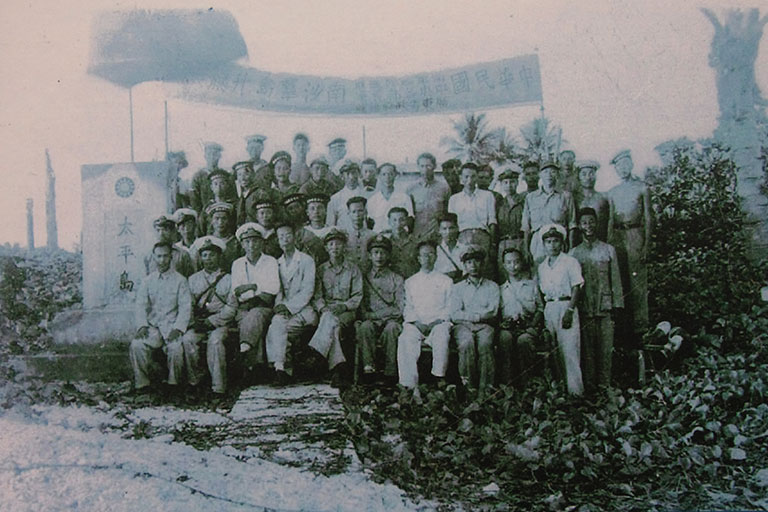
Námořnictvo Čínské republiky na ostrově

## Historie
Již před rokem 1870 používal ostrov čínský rybář z Chaj-nanu a vybudoval si na něm příbytek, kde ovšem nebydlel úplně trvale. Zásoby si nechal dovážet z Chaj-nanu výměnou za želví krunýře.
Čína poprvé vznesla územní nároky na ostrov, když formálně vznesla námitky proti francouzským snahám začlenit Itu Abu a další ostrovy a skály do Francouzské Indočíny během čínsko-francouzské války v letech 1884–1885. Hraniční úmluva z roku 1887 podepsaná mezi Francií a Čínou staví ostrov pod čínskou vládu.
V roce 1932, když Japonsko vtrhlo do Mandžuska vznesla Francie opět nárok na Itu Abu (a celé Spratlyho a Paracelské ostrovy) a v roce 1933 Francie ostrovy anektovala, postavila zde několik meteorologických stanic, čínské rybáře ale nechala bez povšimnutí. Jak Japonsko tak Čína proti tomuto kroku protestovaly. V roce 1938 ostrovy dobylo Japonsko a na ostrově Itu Aba postavilo opěrný bod pro svou ponorkovou flotilu.
Po porážce Japonska v roce 1945 ostrovy opět získala Čína (formálně se jich Japonsko vzdalo až po podepsání Sanfranciské dohody v roce 1951). Po porážce Čankajškova Kuomintangu na čínské pevnině, během stahování jeho jednotek na Tchaj-wan, obsadil několik Spratlyových ostrovů (včetně Itu Aba). Čínská lidová republika na to zareagovala tím, že v roce 1951 vznesla nárok na celé souostroví. Po porážce Francouzů v indočínské válce se Francie ostrovů vzdala. Jak Severní, tak Jižní Vietnam vznesly nároky, žádné ostrovy však ještě neobsadily.
Od roku 1956 udržuje Čínská republika na ostrově stálou posádku.
V roce 1976 vznesl nárok na ostrovy Vietnam, v roce 1978 učinily totéž Filipíny.
V roce 2007 bylo dokončeno letiště na ostrově.

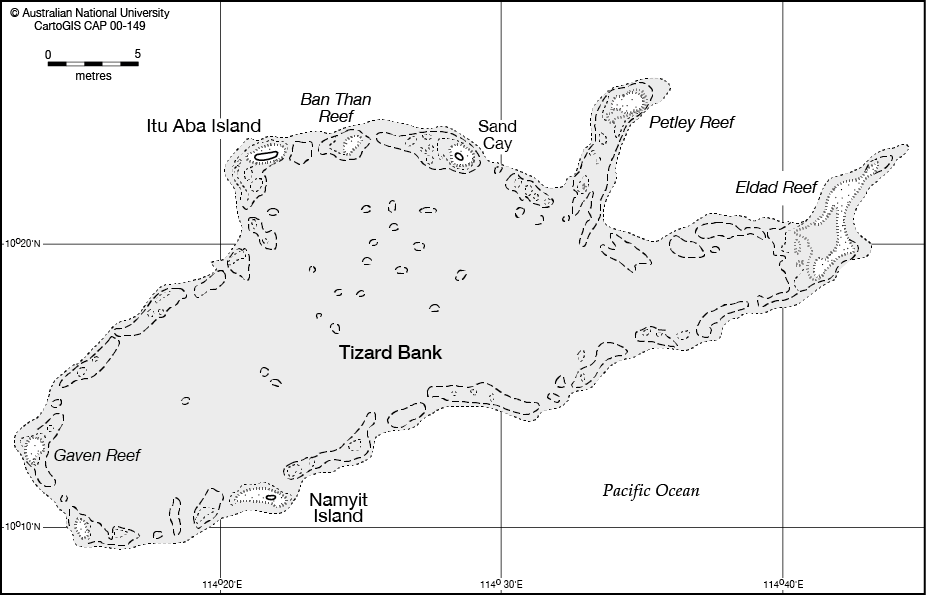
Mapa atolu Tizard

## Geografie
Ostrov Itu Aba leží v tropické podnebném pásu, typické jsou zde monzunové deště, které přicházejí v červnu a červenci.
Itu Aba je korálový ostrov, je součástí atolu Tizard. Rozloha ostrova se mění podle přílivu a odlivu (za přílivu je asi 46 hektarů velký, za odlivu asi 98 hektarů).

### Přírodní zdroje
Dříve se na ostrově těžily fosfáty (poprvé je těžili Filipínci v roce 1952), ale dnes již zásoby vyčerpány. Předpokládá se, že by v okolí ostrova mohly být velké zásoby ropy a zemního plynu, ovšem průzkum který by toto potvrzoval ještě nezačal.

### Fauna a flóra
Na ostrově roste mnoho druhů rostlin, například papája obecná, vrcholáky, ximenie americká, dlouhostonková chryzantéma, ratan, kokosová palma (kokosovník ořechoplodý) nebo banánovník. 
Na ostrově a v okolí ostrova žije několik druhý ptáků (krahujec, faeton žlutozubý, vlaštovka) a také mnoho druhů ryb, medúzy, karety obrovské a další mořská fauna.

## Pamětihodnosti
- Chrám bohyně Kuan-jin[7]
- Japonské zbytky zničeného mola z Druhé světové války[7]
- Sloup, na němž je napsáno, že ostrov Itu Aba je součástí Čínské republiky
- Maják

## Turistický ruch
Letiště na ostrově je jen vojenské, tudíž si není možné koupit letenku na tento ostrov. Přesto se sem turisté mohou dostat, a to nepravidelnou linkou lodí, které ostrov zásobují.

## Partnerská města
- Lincoln, USA (stát Nebraska)[9]